# Prelatura territoriale di Loreto
La prelatura territoriale di Loreto (in latino Praelatura Territorialis ab Alma Domo Lauretana) è una sede della Chiesa cattolica in Italia suffraganea dell'arcidiocesi di Ancona-Osimo appartenente alla regione ecclesiastica Marche. Nel 2021 contava 12.640 battezzati su 12.900 abitanti. È retta dall'arcivescovo Fabio Dal Cin.

## Territorio
La prelatura comprende la città di Loreto e ha la cattedra arcivescovile nella basilica della Santa Casa.
Il suo territorio, suddiviso in 5 parrocchie, ricalca totalmente quello del comune di Loreto (17 km²) e confina con l'arcidiocesi di Ancona-Osimo e la diocesi di Macerata.

### Parrocchie
- Santa Casa: Piazza della Madonna. Anticamente parrocchia unica di Loreto, ma oggi, è divenuta la più piccola. Affidata ai Frati cappuccini e ai religiosi della Fraternità francescana di Betania.
- Sacro Cuore di Gesù. Eretta nel 1928, è affidata al clero diocesano.
- San Flaviano. Eretta nel 1928 nella frazione di Villa Musone. Affidata alla cura pastorale dei Sacerdoti del Sacro Cuore di Gesù (dehoniani)
- Beata Maria Vergine Adolescente. Eretta nel 1947. Affidata al clero diocesano.
- Sacra Famiglia - San Camillo. Eretta nel 1981 è affidata ai Figli della Sacra Famiglia.

## Storia
Fino al 1586 Loreto faceva parte del territorio della diocesi di Recanati. Il luogo crebbe d'importanza dopo che, secondo la tradizione, nella notte fra il 9 ed il 10 dicembre 1294, durante l'episcopato di Salvo, avvenne la traslazione delle reliquie della Santa Casa di Nazareth nella cittadina marchigiana.
Il 17 marzo 1586 papa Sisto V con la bolla Pro excellenti elevò Loreto al grado di città e diocesi e soppresse la diocesi di Recanati. Il 9 febbraio 1592 la diocesi di Recanati fu ristabilita da papa Clemente VIII ed unita aeque principaliter a quella di Loreto.
Dal 10 al 14 settembre 1930 Loreto ospitò il decimo Congresso eucaristico nazionale italiano, a cui intervenne come legato pontificio il cardinale Luigi Capotosti.
Il 15 settembre 1934 papa Pio XI, dando attuazione al concordato del 1929, con la bolla Lauretanae Basilicae soppresse la cattedra vescovile di Loreto, incorporando il suo territorio in quello di Recanati, ad eccezione del santuario lauretano che fu posto sotto la diretta autorità della Santa Sede.
L'11 ottobre 1935 venne estesa la giurisdizione dell'Amministratore Pontificio al territorio della città di Loreto. Due sono stati gli amministratori pontifici: Francesco Borgongini Duca e Primo Principi, entrambi residenti in Roma, rappresentati a Loreto da due vicari, Gaetano Malchiodi (1935-1960) ed Angelo Prinetto (1961-1965).
Infine, il 24 giugno 1965, papa Paolo VI con la bolla Lauretanae Almae Domus soppresse l'Amministrazione Pontificia e creò la Delegazione Pontificia per il Santuario di Loreto e la Prelatura della Santa Casa, istituendo nello stesso tempo la cattedra vescovile nella basilica.
L'11 marzo 2000 la prelatura, fino allora immediatamente soggetta alla Santa Sede, entrò a far parte della provincia ecclesiastica dell'arcidiocesi di Ancona-Osimo.

## Cronotassi dei vescovi
Si omettono i periodi di sede vacante non superiori ai 2 anni o non storicamente accertati.
- Francesco Cantucci † (23 marzo 1586 - 26 novembre 1586 deceduto)
- Rutilio Benzoni † (16 dicembre 1586 - 9 febbraio 1592 nominato vescovo di Recanati e Loreto)
  - Sede unita a Recanati (1592-1935)
- Francesco Borgongini Duca † (25 marzo 1934 - 12 gennaio 1953 creato cardinale)
  - Gaetano Malchiodi † (25 gennaio 1935 - 26 gennaio 1960 ritirato) (vicario)
- Primo Principi † (8 maggio 1956 - 24 giugno 1965 dimesso)
  - Angelo Prinetto † (18 ottobre 1961 - 25 aprile 1965 dimesso) (vicario)
- Aurelio Sabattani † (24 giugno 1965 - 13 luglio 1971 nominato segretario del Supremo tribunale della segnatura apostolica)
- Loris Francesco Capovilla † (25 settembre 1971 - 10 dicembre 1988 dimesso)
- Pasquale Macchi † (10 dicembre 1988 - 7 ottobre 1996 dimesso)
- Angelo Comastri (9 novembre 1996 - 5 febbraio 2005 nominato coadiutore dell'arciprete della Basilica di San Pietro in Vaticano, vicario generale di Sua Santità per lo Stato della Città del Vaticano e presidente della Fabbrica di San Pietro)
- Gianni Danzi † (22 febbraio 2005 - 2 ottobre 2007 deceduto)
- Giovanni Tonucci (18 ottobre 2007 - 20 maggio 2017 ritirato)
- Fabio Dal Cin, dal 20 maggio 2017

## Comunità religiose
Comunità religiose femminili
- Carmelitane scalze
- Monache passioniste
- Ordine di Nostra Signora della Carità (del Rifugio)
- Suore ancelle dell'Incarnazione
- Figlie della Carità di San Vincenzo de' Paoli
- Figlie di Santa Maria della Divina Provvidenza
- Suore francescane missionarie di Assisi (dette del Giglio)
- Orsoline di Gesù
- Suore della Sacra Famiglia di Nazareth (polacche)
- Suore della Sacra Famiglia di Savigliano
- Suore francescane alcantarine
- Suore di Gesù Redentore
- Sorelle francescane missionarie del Cuore di Gesù e di Maria Immacolata

Comunità religiose maschili
- Ordine dei frati minori cappuccini
- Ordine dei frati minori
- Società salesiana di San Giovanni Bosco
- Compagnia di Maria
- Sacerdoti del Sacro Cuore di Gesù (dehoniani)
- Congregazione di Gesù Sacerdote
- Missionari di San Carlo (scalabriniani)
- Fraternità francescana di Betania

Istituti secolari
- Mater Misericordiae (Ancelle)
- Volontarie francescane delle Vocazioni

## Statistiche
La prelatura territoriale nel 2021 su una popolazione di 12.900 persone contava 12.640 battezzati, corrispondenti al 98,0% del totale.
| anno | popolazione | popolazione | popolazione | presbiteri | presbiteri | presbiteri | presbiteri                | diaconi | religiosi | religiosi | parrocchie |
| anno | battezzati  | totale      | %           | numero     | secolari   | regolari   | battezzati per presbitero | diaconi | uomini    | donne     | parrocchie |
| ---- | ----------- | ----------- | ----------- | ---------- | ---------- | ---------- | ------------------------- | ------- | --------- | --------- | ---------- |
| 1966 | 10.428      | 10.428      | 100,0       | 72         | 3          | 69         | 144                       |         | 122       | 269       | 4          |
| 1970 | 10.944      | 10.944      | 100,0       | 60         | 4          | 56         | 182                       |         | 105       | 185       | 4          |
| 1980 | 10.850      | 10.850      | 100,0       | 54         | 5          | 49         | 200                       |         | 75        | 223       | 4          |
| 1990 | 10.618      | 10.618      | 100,0       | 44         | 1          | 43         | 241                       |         | 50        | 233       | 5          |
| 1999 | 11.200      | 11.276      | 99,3        | 42         | 2          | 40         | 266                       |         | 47        | 240       | 5          |
| 2000 | 11.200      | 11.294      | 99,2        | 42         | 2          | 40         | 266                       |         | 46        | 228       | 5          |
| 2001 | 11.200      | 11.372      | 98,5        | 42         | 2          | 40         | 266                       |         | 47        | 226       | 5          |
| 2002 | 11.000      | 11.450      | 96,1        | 45         | 2          | 43         | 244                       |         | 48        | 219       | 5          |
| 2003 | 11.100      | 11.537      | 96,2        | 50         | 2          | 48         | 222                       |         | 53        | 215       | 5          |
| 2004 | 11.150      | 11.694      | 95,3        | 49         | 2          | 47         | 227                       |         | 52        | 214       | 5          |
| 2013 | 12.056      | 12.543      | 96,1        | 53         | 8          | 45         | 227                       |         | 49        | 190       | 5          |
| 2016 | 12.160      | 12.650      | 96,1        | 49         | 4          | 45         | 248                       |         | 49        | 147       | 5          |
| 2019 | 12.200      | 12.700      | 96,1        | 40         | 4          | 36         | 305                       |         | 40        | 172       | 5          |
| 2021 | 12.640      | 12.900      | 98,0        | 39         | 6          | 33         | 324                       |         | 39        | 146       | 5          |

## Galleria d'immagini

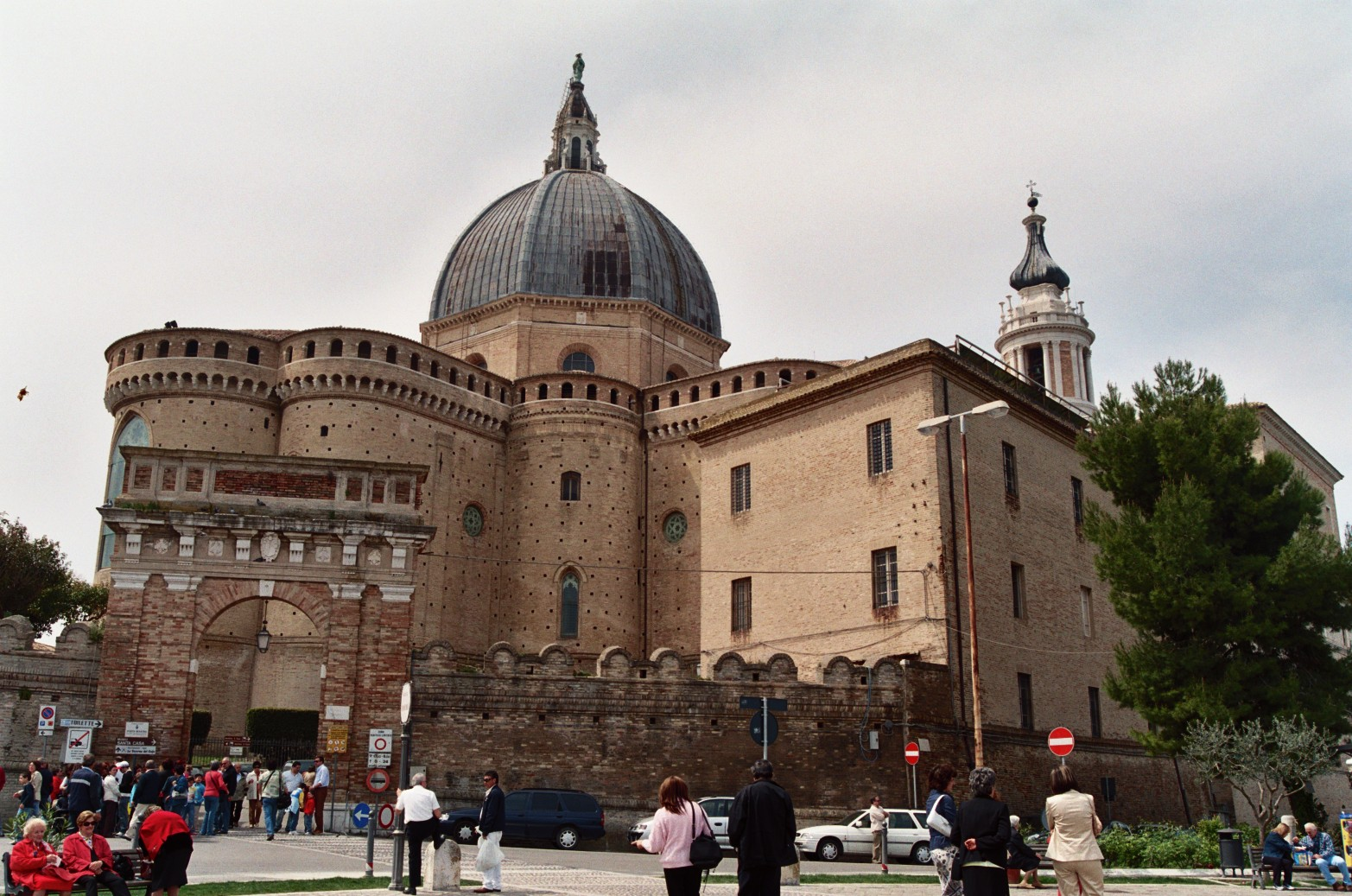
La Basilica della Santa Casa
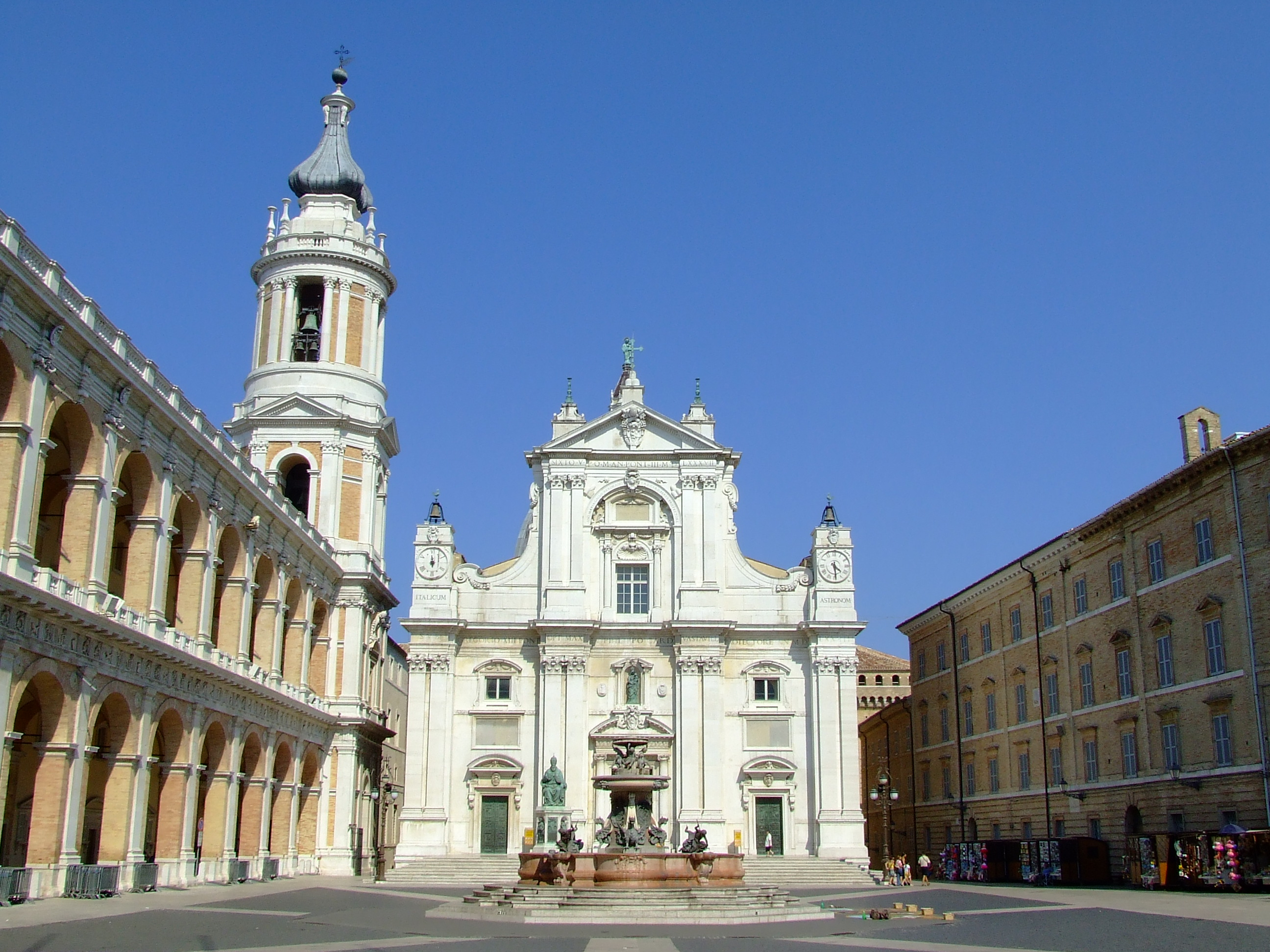
Piazza della Madonna e facciata della basilica della Santa Casa
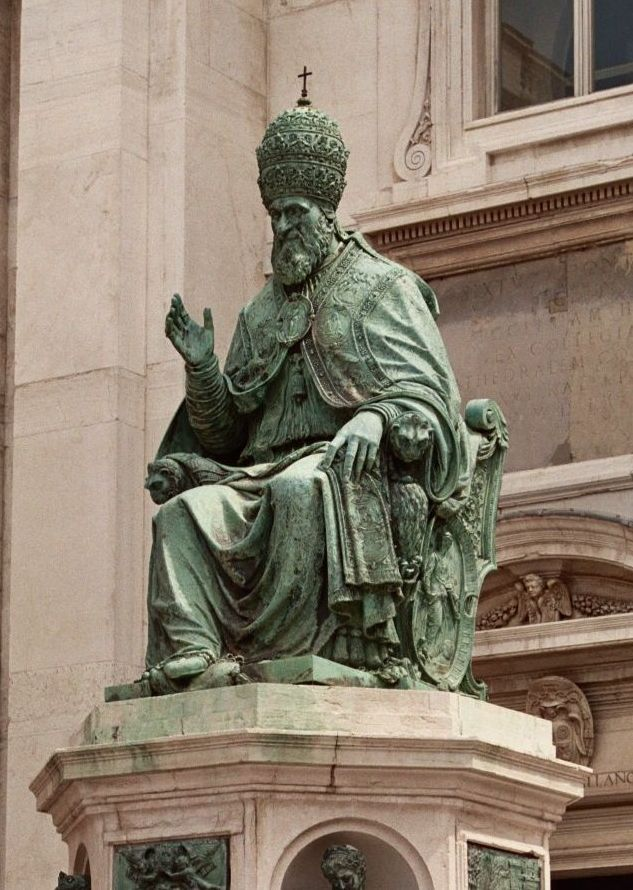
Statua di Sisto V all'ingresso della basilica